# Георг Хессель
Георг Хессель (нім. Georg Hessel; 22 липня 1980, м. Кауфбойрен, Баварія, Німеччина) — німецький хокеїст, нападник.

## Кар'єра
Уродженець Кауфбойрена, вихованець місцевого клубу «Кауфбойрен». З сезону 1998/99 виступає за молодіжну команду «Адлер Мангейм», а у сезоні 1999/2000 дебютує в основному складі «орлів» у Німецькій хокейній лізі. У наступному сезоні стає чемпіоном Німеччини в складі «орлів». Окрім клубу «Адлер Мангейм», виступав за аматорські колективи «Ердінг», «Штутгарт» та «Бухлое». Завершив свою кар'єру в сезоні 2011/12.

## Нагороди та досягнення
- 2001 чемпіон Німеччини у складі «Адлер Мангейм».